# Pokryvy
Pokryvy jsou geomorfologický podcelek Čierne hory. Maximální nadmořské výšky podcelek dosahuje na vrcholu se stejnojmenným názvem Pokryvy, který dosahuje výšky 888 m n. m..

## Polohopis
Podcelek zabírá jihozápad centrální části Čierné hory a v rámci pohoří sousedí na jihovýchodě Hornádským predhoriem, severovýchodním směrem se rozkládají Sopotnické vrchy a na severozápadě navazují Bujanovské vrchy. Západně leží Volovské vrchy s podcelkem Kojšovská hoľa. 

## Významné vrcholy
- Pokryvy - nejvyšší vrch podcelku (888 m n. m.)
- Vysoký vrch (851 m n. m.)
- Bokšovská skála (810 m n. m.)
- Sivec (781 m n. m.)

## Ochrana přírody
V této části pohoří leží maloplošné chráněné území:
- Sivec - národní přírodní rezervace
- Vozárska - národní přírodní rezervace
- Vysoký vrch - přírodní rezervace [2]

## Doprava
Západním okrajem území vede silnice II / 547 ( Krompachy - Margecany - Košice ). Severním a východním okrajem vede železniční trať Žilina - Košice.

## Turismus
Centrální částí území vede  červeně značená Cesta hrdinů SNP, na kterou se připojuje síť lokálních tras z okolních obcí. Významnou roli pro rozvoj turismu sehrává vodní nádrž Ružín a Kysacký hrad.